# Giải vô địch bóng đá thế giới 2014 (Bảng H)
Bảng H tại Giải bóng đá vô địch thế giới 2014 bao gồm các đội tuyển Bỉ, Algérie, Nga, và Hàn Quốc. Các trận đấu của vòng bảng bắt đầu vào ngày 17 tháng 6 và kết thúc vào ngày 26 tháng 6 năm 2014, đây là bảng đấu mà không có đội nào đã từng là đương kim vô địch World cup (cùng với bảng C).

## Các đội bảng H
| Vị trí         | Đội      | Tư cách lọt vào vòng chung kết | Ngày vượt vòng loại  | Số lần tham dự | Lần tham dự gần nhất | Thành tích tốt nhất              | Xếp hạng FIFA |
| -------------- | -------- | ------------------------------ | -------------------- | -------------- | -------------------- | -------------------------------- | ------------- |
| H1 (hạt giống) | Bỉ       | Thắng bảng A UEFA              | 11 tháng 10 năm 2013 | lần thứ 12     | 2002                 | Hạng 4 (1986)                    | 5             |
| H2             | Algérie  | Thắng vòng 3 CAF               | 19 tháng 11 năm 2013 | 3              | 2010                 | Vòng đấu bảng (1982, 1986, 2010) | 32            |
| H3             | Nga      | Thắng bảng F UEFA              | 15 tháng 10 năm 2013 | lần thứ 10     | 2002                 | Hạng 4 (1966)                    | 19            |
| H4             | Hàn Quốc | Nhì Vòng 4 bảng A AFC          | 18 tháng 6 năm 2013  | lần thứ 9      | 2010                 | Hạng 4 (2002)                    | 56            |

### Những lần chạm trán trước đây giữa các đội trong các mùa World Cup
- Bỉ v Algérie: chưa[1]
- Nga v Hàn Quốc: chưa[2]
- Bỉ v Nga (tính cả Liên Xô):[3]
  - 1970, vòng đấu bảng: Bỉ 1–4 Liên Xô
  - 1982, vòng đấu bảng: Bỉ 0–1 Liên Xô
  - 1986, vòng 1/8: Bỉ 4–3 Liên Xô
  - 2002, vòng đấu bảng: Bỉ 3–2 Nga
- Hàn Quốc v Algérie: chưa[4]
- Hàn Quốc v Bỉ:[5]
  - 1990, vòng đấu bảng: Hàn Quốc 0–2 Bỉ
  - 1998, vòng đấu bảng: Hàn Quốc 1–1 Bỉ
- Algérie v Nga: chưa[6]

## Thứ hạng
| Chú thích                                           |
| --------------------------------------------------- |
| Đội nhất và nhì bảng sẽ vào vòng đấu loại trực tiếp |

| Đội      | Tr | T | H | B | BT | BB | HS | Đ |
| -------- | -- | - | - | - | -- | -- | -- | - |
| Bỉ       | 3  | 3 | 0 | 0 | 4  | 1  | +3 | 9 |
| Algérie  | 3  | 1 | 1 | 1 | 6  | 5  | +1 | 4 |
| Nga      | 3  | 0 | 2 | 1 | 2  | 3  | −1 | 2 |
| Hàn Quốc | 3  | 0 | 1 | 2 | 3  | 6  | −3 | 1 |

## Các trận đấu bảng H

### Bỉ v Algérie
| Bỉ                         | 2–1      | Algérie              |
| -------------------------- | -------- | -------------------- |
| Fellaini 70' · Mertens 80' | Chi tiết | Feghouli 25' (ph.đ.) |

| Bỉ | Algérie |

| GK                      | 1  | Thibaut Courtois    |     |     |
| RB                      | 2  | Toby Alderweireld   |     |     |
| CB                      | 15 | Daniel Van Buyten   |     |     |
| CB                      | 4  | Vincent Kompany (c) |     |     |
| LB                      | 5  | Jan Vertonghen      | 24' |     |
| CM                      | 6  | Axel Witsel         |     |     |
| CM                      | 19 | Mousa Dembélé       |     | 65' |
| RW                      | 22 | Nacer Chadli        |     | 46' |
| AM                      | 7  | Kevin De Bruyne     |     |     |
| LW                      | 10 | Eden Hazard         |     |     |
| CF                      | 9  | Romelu Lukaku       |     | 58' |
| Vào thay người:         |    |                     |     |     |
| FW                      | 14 | Dries Mertens       |     | 46' |
| FW                      | 17 | Divock Origi        |     | 58' |
| MF                      | 8  | Marouane Fellaini   |     | 65' |
| Huấn luyện viên trưởng: |    |                     |     |     |
| Marc Wilmots            |    |                     |     |     |

| GK                      | 23 | Raïs M'Bolhi           |     |     |
| RB                      | 22 | Mehdi Mostefa          |     |     |
| CB                      | 2  | Madjid Bougherra (c)   |     |     |
| CB                      | 5  | Rafik Halliche         |     |     |
| LB                      | 3  | Faouzi Ghoulam         |     |     |
| RM                      | 19 | Saphir Taïder          |     |     |
| CM                      | 12 | Carl Medjani           |     | 84' |
| LM                      | 14 | Nabil Bentaleb         | 34' |     |
| AM                      | 10 | Sofiane Feghouli       |     |     |
| AM                      | 21 | Riyad Mahrez           |     | 71' |
| CF                      | 15 | El Arbi Hillel Soudani |     | 66' |
| Vào thay người:         |    |                        |     |     |
| FW                      | 13 | Islam Slimani          |     | 66' |
| MF                      | 8  | Medhi Lacen            |     | 71' |
| FW                      | 9  | Nabil Ghilas           |     | 84' |
| Huấn luyện viên trưởng: |    |                        |     |     |
| Vahid Halilhodžić       |    |                        |     |     |

| Cầu thủ xuất sắc nhất trận: Kevin De Bruyne (Bỉ) Trợ lý trọng tài: Marvin Torrentera (México) Marcos Quintero (México) Trọng tài bàn: Alireza Faghani (Iran) Trọng tài dự bị: Hassan Kamranifar (Iran) |

### Nga v Hàn Quốc
| Nga           | 1–1      | Hàn Quốc        |
| ------------- | -------- | --------------- |
| Kerzhakov 74' | Chi tiết | Lee Keun-Ho 68' |

| Nga | Hàn Quốc |

| GK                      | 1  | Igor Akinfeev         |     |     |
| RB                      | 22 | Andrey Yeshchenko     |     |     |
| CB                      | 4  | Sergei Ignashevich    |     |     |
| CB                      | 14 | Vasili Berezutski (c) |     |     |
| LB                      | 23 | Dmitri Kombarov       |     |     |
| DM                      | 8  | Denis Glushakov       |     | 72' |
| CM                      | 20 | Viktor Fayzulin       |     |     |
| CM                      | 18 | Yuri Zhirkov          |     | 71' |
| RW                      | 19 | Aleksandr Samedov     |     |     |
| LW                      | 17 | Oleg Shatov           | 49' | 59' |
| CF                      | 9  | Aleksandr Kokorin     |     |     |
| Vào thay người:         |    |                       |     |     |
| MF                      | 10 | Alan Dzagoev          |     | 59' |
| FW                      | 11 | Aleksandr Kerzhakov   |     | 71' |
| MF                      | 7  | Igor Denisov          |     | 72' |
| Huấn luyện viên trưởng: |    |                       |     |     |
| Fabio Capello           |    |                       |     |     |

| GK                      | 1  | Jung Sung-Ryong  |     |     |
| RB                      | 12 | Lee Yong         |     |     |
| CB                      | 5  | Kim Young-Gwon   |     |     |
| CB                      | 20 | Hong Jeong-Ho    |     | 73' |
| LB                      | 3  | Yun Suk-Young    |     |     |
| CM                      | 16 | Ki Sung-Yueng    | 30' |     |
| CM                      | 14 | Han Kook-Young   |     |     |
| RW                      | 17 | Lee Chung-Yong   |     |     |
| AM                      | 13 | Koo Ja-Cheol (c) | 90' |     |
| LW                      | 9  | Son Heung-Min    | 13' | 84' |
| CF                      | 10 | Park Chu-Young   |     | 56' |
| Vào thay người:         |    |                  |     |     |
| FW                      | 11 | Lee Keun-Ho      |     | 56' |
| DF                      | 6  | Hwang Seok-Ho    |     | 73' |
| MF                      | 7  | Kim Bo-Kyung     |     | 84' |
| Huấn luyện viên trưởng: |    |                  |     |     |
| Hong Myung-Bo           |    |                  |     |     |

| Cầu thủ xuất sắc nhất trận: Son Heung-Min (Hàn Quốc) Trợ lý trọng tài: Hernán Maidana (Argentina) Juan Pablo Belatti (Argentina) Trọng tài bàn: Roberto Moreno (Panama) Trọng tài dự bị: Eric Boria (Hoa Kỳ) |

### Bỉ v Nga
| Bỉ        | 1–0      | Nga |
| --------- | -------- | --- |
| Origi 88' | Chi tiết |     |

| Bỉ | Nga |

| GK                      | 1  | Thibaut Courtois    |     |     |
| RB                      | 2  | Toby Alderweireld   | 73' |     |
| CB                      | 15 | Daniel Van Buyten   |     |     |
| CB                      | 4  | Vincent Kompany (c) |     |     |
| LB                      | 3  | Thomas Vermaelen    |     | 31' |
| CM                      | 6  | Axel Witsel         | 54' |     |
| CM                      | 8  | Marouane Fellaini   |     |     |
| RW                      | 14 | Dries Mertens       |     | 75' |
| AM                      | 7  | Kevin De Bruyne     |     |     |
| LW                      | 10 | Eden Hazard         |     |     |
| CF                      | 9  | Romelu Lukaku       |     | 57' |
| Vào thay người:         |    |                     |     |     |
| DF                      | 5  | Jan Vertonghen      |     | 31' |
| FW                      | 17 | Divock Origi        |     | 57' |
| DF                      | 11 | Kevin Mirallas      |     | 75' |
| Huấn luyện viên trưởng: |    |                     |     |     |
| Marc Wilmots            |    |                     |     |     |

| GK                      | 1  | Igor Akinfeev         |     |     |
| RB                      | 2  | Aleksei Kozlov        |     | 62' |
| CB                      | 14 | Vasili Berezutski (c) |     |     |
| CB                      | 4  | Sergei Ignashevich    |     |     |
| LB                      | 23 | Dmitri Kombarov       |     |     |
| DM                      | 8  | Denis Glushakov       | 38' |     |
| RW                      | 19 | Aleksandr Samedov     |     | 90' |
| CM                      | 20 | Viktor Fayzulin       |     |     |
| CM                      | 17 | Oleg Shatov           |     | 83' |
| LW                      | 6  | Maksim Kanunnikov     |     |     |
| CF                      | 9  | Aleksandr Kokorin     |     |     |
| Vào thay người:         |    |                       |     |     |
| DF                      | 22 | Andrey Yeshchenko     |     | 62' |
| MF                      | 10 | Alan Dzagoev          |     | 83' |
| FW                      | 11 | Aleksandr Kerzhakov   |     | 90' |
| Huấn luyện viên trưởng: |    |                       |     |     |
| Fabio Capello           |    |                       |     |     |

| Cầu thủ xuất sắc nhất trận: Eden Hazard (Bỉ) Trợ lý trọng tài: Mark Borsch (Đức) Stefan Lupp (Đức) Trọng tài bàn: Carlos Vera (Ecuador) Trọng tài dự bị: Byron Romero (Ecuador) |

### Hàn Quốc v Algérie
| Hàn Quốc                             | 2–4      | Algérie                                               |
| ------------------------------------ | -------- | ----------------------------------------------------- |
| Son Heung-Min 50' · Koo Ja-Cheol 72' | Chi tiết | Slimani 26' · Halliche 28' · Djabou 38' · Brahimi 62' |

| Hàn Quốc | Algérie |

| GK                      | 1  | Jung Sung-Ryong  |     |     |
| RB                      | 12 | Lee Yong         | 54' |     |
| CB                      | 20 | Hong Jeong-Ho    |     |     |
| CB                      | 5  | Kim Young-Gwon   |     |     |
| LB                      | 3  | Yun Suk-Young    |     |     |
| CM                      | 14 | Han Kook-Young   | 69' | 78' |
| CM                      | 16 | Ki Sung-Yueng    |     |     |
| RW                      | 17 | Lee Chung-Yong   |     | 64' |
| AM                      | 13 | Koo Ja-Cheol (c) |     |     |
| LW                      | 9  | Son Heung-Min    |     |     |
| CF                      | 10 | Park Chu-Young   |     | 57' |
| Vào thay người:         |    |                  |     |     |
| FW                      | 18 | Kim Shin-Wook    |     | 57' |
| FW                      | 11 | Lee Keun-Ho      |     | 64' |
| FW                      | 19 | Ji Dong-Won      |     | 78' |
| Huấn luyện viên trưởng: |    |                  |     |     |
| Hong Myung-Bo           |    |                  |     |     |

| GK                      | 23 | Raïs M'Bolhi         |     |     |
| CB                      | 12 | Carl Medjani         |     |     |
| CB                      | 2  | Madjid Bougherra (c) | 67' | 89' |
| CB                      | 5  | Rafik Halliche       |     |     |
| RWB                     | 20 | Aïssa Mandi          |     |     |
| LWB                     | 6  | Djamel Mesbah        |     |     |
| CM                      | 11 | Yacine Brahimi       |     | 77' |
| CM                      | 18 | Abdelmoumene Djabou  |     | 73' |
| RW                      | 10 | Sofiane Feghouli     |     |     |
| LW                      | 14 | Nabil Bentaleb       |     |     |
| CF                      | 13 | Islam Slimani        |     |     |
| Vào thay người:         |    |                      |     |     |
| FW                      | 9  | Nabil Ghilas         |     | 73' |
| MF                      | 8  | Medhi Lacen          |     | 77' |
| DF                      | 4  | Essaïd Belkalem      |     | 89' |
| Huấn luyện viên trưởng: |    |                      |     |     |
| Vahid Halilhodžić       |    |                      |     |     |

| Cầu thủ xuất sắc nhất trận: Islam Slimani (Algérie) Trợ lý trọng tài: Eduardo Díaz (Colombia) Christian Lescano (Ecuador) Trọng tài bàn: Alireza Faghani (Iran) Trọng tài dự bị: Hassan Kamranifar (Iran) |

### Hàn Quốc v Bỉ
| Hàn Quốc | 0–1      | Bỉ             |
| -------- | -------- | -------------- |
|          | Chi tiết | Vertonghen 78' |

| Hàn Quốc | Bỉ |

| GK                      | 21 | Kim Seung-Gyu    |     |     |
| RB                      | 12 | Lee Yong         |     |     |
| CB                      | 5  | Kim Young-Gwon   |     |     |
| CB                      | 20 | Hong Jeong-Ho    | 35' |     |
| LB                      | 3  | Yun Suk-Young    |     |     |
| CM                      | 14 | Han Kook-Young   |     | 46' |
| CM                      | 16 | Ki Sung-Yueng    |     |     |
| RW                      | 17 | Lee Chung-Yong   |     |     |
| AM                      | 13 | Koo Ja-Cheol (c) |     |     |
| LW                      | 9  | Son Heung-Min    |     | 73' |
| CF                      | 18 | Kim Shin-Wook    |     | 66' |
| Vào thay người:         |    |                  |     |     |
| FW                      | 11 | Lee Keun-Ho      |     | 46' |
| MF                      | 7  | Kim Bo-Kyung     |     | 66' |
| FW                      | 19 | Ji Dong-Won      |     | 73' |
| Huấn luyện viên trưởng: |    |                  |     |     |
| Hong Myung-Bo           |    |                  |     |     |

| GK                      | 1  | Thibaut Courtois     |     |     |
| RB                      | 21 | Anthony Vanden Borre |     |     |
| CB                      | 15 | Daniel Van Buyten    |     |     |
| CB                      | 18 | Nicolas Lombaerts    |     |     |
| LB                      | 5  | Jan Vertonghen (c)   |     |     |
| CM                      | 16 | Steven Defour        | 45' |     |
| CM                      | 19 | Mousa Dembélé        | 50' |     |
| RW                      | 14 | Dries Mertens        |     | 60' |
| AM                      | 8  | Marouane Fellaini    |     |     |
| LW                      | 20 | Adnan Januzaj        |     | 60' |
| CF                      | 11 | Kevin Mirallas       |     | 88' |
| Vào thay người:         |    |                      |     |     |
| MF                      | 22 | Nacer Chadli         |     | 60' |
| FW                      | 17 | Divock Origi         |     | 60' |
| MF                      | 10 | Eden Hazard          |     | 88' |
| Huấn luyện viên trưởng: |    |                      |     |     |
| Marc Wilmots            |    |                      |     |     |

| Cầu thủ xuất sắc nhất trận: Jan Vertonghen (Bỉ) Trợ lý trọng tài: Matthew Cream (Úc) Hakan Anaz (Úc) Trọng tài bàn: Víctor Hugo Carrillo (Peru) Trọng tài dự bị: Rodney Aquino (Paraguay) |

### Algérie v Nga
| Algérie     | 1–1      | Nga        |
| ----------- | -------- | ---------- |
| Slimani 60' | Chi tiết | Kokorin 6' |

| Algérie | Nga |

| GK                      | 23 | Raïs M'Bolhi           |       |       |
| RB                      | 20 | Aïssa Mandi            |       |       |
| CB                      | 4  | Essaïd Belkalem        |       |       |
| CB                      | 5  | Rafik Halliche (c)     |       |       |
| LB                      | 6  | Djamel Mesbah          | 39'   |       |
| CM                      | 12 | Carl Medjani           |       |       |
| CM                      | 14 | Nabil Bentaleb         |       |       |
| RW                      | 10 | Sofiane Feghouli       |       |       |
| AM                      | 11 | Yacine Brahimi         |       | 71'   |
| LW                      | 18 | Abdelmoumene Djabou    |       | 77'   |
| CF                      | 13 | Islam Slimani          |       | 90+2' |
| Vào thay người:         |    |                        |       |       |
| MF                      | 7  | Hassan Yebda           |       | 71'   |
| FW                      | 9  | Nabil Ghilas           | 87'   | 77'   |
| FW                      | 15 | El Arbi Hillel Soudani |       | 90+2' |
| DF                      | 17 | Liassine Cadamuro      | 90+2' |       |
| Huấn luyện viên trưởng: |    |                        |       |       |
| Vahid Halilhodžić       |    |                        |       |       |

| GK                      | 1  | Igor Akinfeev         |     |     |
| RB                      | 2  | Aleksei Kozlov        | 59' |     |
| CB                      | 14 | Vasili Berezutski (c) |     |     |
| CB                      | 4  | Sergei Ignashevich    |     |     |
| LB                      | 23 | Dmitri Kombarov       | 57' |     |
| CM                      | 8  | Denis Glushakov       |     | 46' |
| CM                      | 20 | Viktor Fayzulin       |     |     |
| RW                      | 19 | Aleksandr Samedov     |     |     |
| AM                      | 9  | Aleksandr Kokorin     |     |     |
| LW                      | 17 | Oleg Shatov           |     | 67' |
| CF                      | 11 | Aleksandr Kerzhakov   |     | 81' |
| Vào thay người:         |    |                       |     |     |
| MF                      | 7  | Igor Denisov          |     | 46' |
| MF                      | 10 | Alan Dzagoev          |     | 67' |
| FW                      | 6  | Maksim Kanunnikov     |     | 81' |
| Huấn luyện viên trưởng: |    |                       |     |     |
| Fabio Capello           |    |                       |     |     |

| Cầu thủ xuất sắc nhất trận: Islam Slimani (Algérie) Trợ lý trọng tài: Bahattin Duran (Thổ Nhĩ Kỳ) Tarık Ongun (Thổ Nhĩ Kỳ) Trọng tài bàn: Joel Aguilar (El Salvador) Trọng tài dự bị: Juan Zumba (El Salvador) |

Chú thích
1. ↑  Bảng xếp hạng xét vào ngày 17 tháng 10 năm 2013. Đây là bảng xếp hạng được sử dụng trong vòng chung kết.
2. ↑  Đây là lần thứ 3 Nga tham dự World Cup. Tuy nhiên FIFA xem Nga như là đội bóng kế thừa của Liên Xô.
3. ↑  Kết quả cao nhất của đội tuyển Nga là vào vòng bảng năm 1994 và 2002. Tuy nhiên, FIFA xem Nga như là đội bóng kế thừa của Liên Xô.
4. ↑  Tuy không đá chính, nhưng Cadamuro phải nhận thẻ vàng vì lỗi phản ứng.